# Soymida febrifuga
Soymida es un género monotípico de plantas fanerógamas perteneciente a la familia (Meliaceae). Su única especie: Soymida febrifuga, es originaria de India.

## Taxonomía
Soymida febrifuga fue descrita por (Roxb.) A.Juss. y publicado en Mémoires du Muséum d'Histoire Naturelle 19: 251. 1832.
Sinonimia
- Swietenia febrifuga Roxb.